# McLaren MCL39
McLaren MCL39 — це автомобіль Формули-1, розроблений і виготовлений McLaren під керівництвом Роба Маршалла для участі в чемпіонаті Формули-1 2025 року. Пілотами стали Ландо Норріс та Оскар Піастрі, які відповідно проводять сьомий та третій сезони з командою.
MCL39 є наступником MCL38, який приніс McLaren Кубок конструкторів. Коментатори вважають MCL39 фаворитом для захисту титулу McLaren, він приніс сім перемог у Гран-прі, Піастрі — п'ять, а Норріс — дві. Він також здобув сім поул-позицій, встановив сім найшвидших кіл і загалом шістнадцять разів фінішував на подіумі.

## Історія

### Контекст розробки
MCL39 став наступником MCL38, першого боліда Формули-1 McLaren, який виграв чемпіонат з 1998 року. Вигравши Кубок конструкторів у 2024 році, McLaren було обмежено до використання лише 70% від базового часу випробувань в аеродинамічній трубі. Керівник команди Андреа Стелла сказав, що, на його думку, McLaren може подолати цю перешкоду, покращивши ефективність в інших етапах процесу аеродинамічного проектування.
Успіх McLaren у розробці переднього крила, яке могло значно згинатися під аеродинамічним навантаженням, протягом сезону 2024 року вважався інструментом у подоланні домінації Red Bull в еру ґраунд-ефекту. В новому сезоні були введені нові обмеження для боротьби з таким використанням гнучкості крила, які набули чинності з дев'ятої гонки сезону (Гран-прі Іспанії). У зв'язку з цим Стелла заявив, що команда запланувала «невелике коригування», яке буде впроваджено разом з новими обмеженнями, але заперечив, що вони негативно вплинуть на команду.

### Початковий дизайн та розробка
Генеральний директор McLaren Racing Зак Браун заявив, що команда підійде до проектування MCL39 з «сміливим ризиком». Директор з інженерії Ніл Галді повідомив, що McLaren не піде на компроміс щодо жодної зі своїх розробок 2025 року, незважаючи на абсолютно новий набір технічних регламентів та нову формулу двигуна, запроваджені у 2026 році. Стелла сказав, що команда вважає, що вона «зберегла темпи розвитку», які демонструвала у 2023 та 2024 роках, і що MCL39 слідував тій самій «лінійній тенденції», що й MCL60 та MCL38.
MCL39 став першим болідом McLaren, який розроблявся під керівництвом провідного інженера Роба Маршалла від самого початку. Болід отримав значні технічні зміни відносно свого попередника, демонструючи суттєві зміни компонування. Радіатори на MCL39 були зміщені вгору та назад порівняно з MCL38. Він зберіг компонування підвіски з тяговими стрижнями попереду та штовхальними — позаду, але зі збільшеними заходами проти занурення передньої підвіски при гальмуванні для кращого контролю висоти дорожнього просвіту. Інші видимі зміни включали нові форми впускних отворів на бічних понтонах, оновлену кришку двигуна та нову, ширшу форму впускного отвору повітророзподільної камери.
Стелла повідомив, що команда проведе кілька оновлень на початку сезону, що відповідає плану розвитку McLaren в останні сезони.

### Лівреї
MCL39 використовував одноразову ліврею стилізовану під сліпучий камуфляж з чорним та фірмовим кольором папаї для передсезонного знімального дня, оскільки всі команди зобов'язалися представити свої основні сезонні лівреї на спеціальному заході.
Основна сезонна ліврея боліда виявилась практично ідентичною лівреї MCL38. McLaren опублікували заяву, в якій пояснив, що команда ніколи не змінювала свою ліврею в сезоні після перемоги в чемпіонаті та ніколи суттєво не змінювала ліврею протягом періоду стабільного успіху.
Спеціальна ліврея, натхненна McLaren M7A — болідом, на якому вперше з'явилась фірмова ліврея McLaren кольору папаї — використовувалася для Гран-прі Монако та Іспанії.

## Результати
| Рік      | Команда         | Двигун                                     | Шини | Пілот         | Гран-прі | Гран-прі | Гран-прі | Гран-прі | Гран-прі | Гран-прі | Гран-прі | Гран-прі | Гран-прі | Гран-прі | Гран-прі | Гран-прі | Гран-прі | Гран-прі | Гран-прі | Гран-прі | Гран-прі | Гран-прі | Гран-прі | Гран-прі | Гран-прі | Гран-прі | Гран-прі | Гран-прі | Очки | Місце |
| Рік      | Команда         | Двигун                                     | Шини | Пілот         | АВС      | КИТ      | ЯПО      | БАХ      | САУ      | МАЯ      | ЕМІ      | МОН      | ІСП      | КАН      | АВТ      | ВЕЛ      | БЕЛ      | УГО      | НІД      | ІТА      | АЗЕ      | СІН      | США      | МЕХ      | САП      | ЛВГ      | КАТ      | АБУ      | Очки | Місце |
| -------- | --------------- | ------------------------------------------ | ---- | ------------- | -------- | -------- | -------- | -------- | -------- | -------- | -------- | -------- | -------- | -------- | -------- | -------- | -------- | -------- | -------- | -------- | -------- | -------- | -------- | -------- | -------- | -------- | -------- | -------- | ---- | ----- |
| 2025     | McLaren F1 Team | Mercedes-AMG F1 M16 E Performance 1.6 V6 t | P    | Ландо Норріс  | 1        | 28       | 2        | 3        | 4        | 21       | 2        | 1        | 2        |          |          |          |          |          |          |          |          |          |          |          |          |          |          |          | 319* | 1*    |
| 2025     | McLaren F1 Team | Mercedes-AMG F1 M16 E Performance 1.6 V6 t | P    | Оскар Піастрі | 9        | 12       | 3        | 1        | 1        | 12       | 3        | 3        | 1        |          |          |          |          |          |          |          |          |          |          |          |          |          |          |          | 319* | 1*    |
| Джерело: |                 |                                            |      |               |          |          |          |          |          |          |          |          |          |          |          |          |          |          |          |          |          |          |          |          |          |          |          |          |      |       |

* Сезон триває.